# Maria Anna d'Asburgo (reggente di Spagna)
Maria Anna o Marianna d'Asburgo (Wiener Neustadt, 22 dicembre 1634 – Madrid, 16 maggio 1696) è stata un'arciduchessa d'Austria e regina consorte di Spagna.

## Infanzia

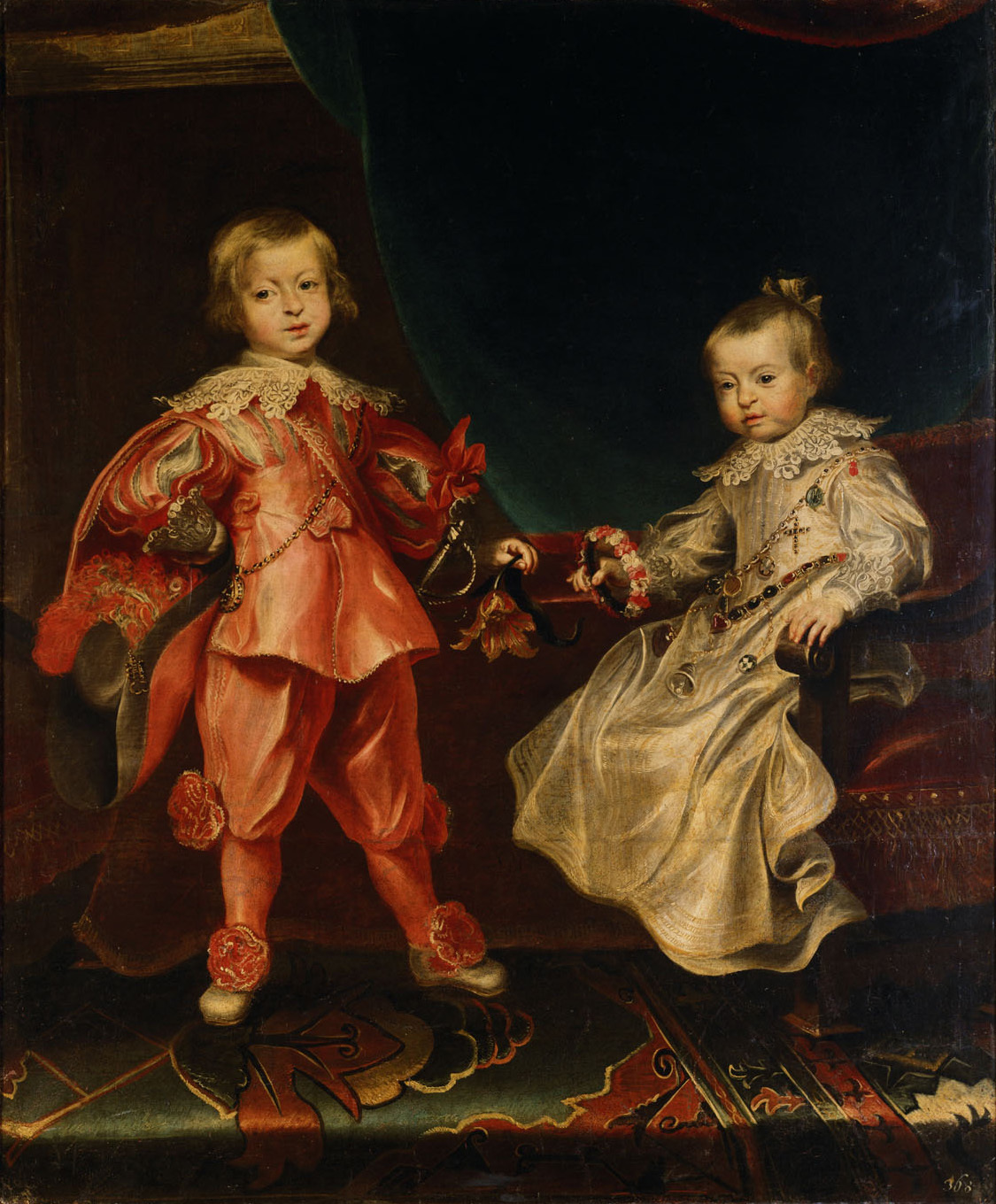
Maria Anna e il fratello maggiore, Ferdinando, di Frans Luycx, c. 1636

Nata come Marianna il 24 dicembre 1634 a Wiener Neustadt, Austria, era la nipote dell'Imperatore del Sacro Romano Impero Ferdinando II. I suoi genitori erano l'erede al trono Ferdinando e Maria Anna di Spagna, sorella del futuro marito di Maria Anna, re Filippo IV di Spagna. Suo padre, che sarebbe diventato imperatore nel 1637, era finora Re d'Ungheria e di Boemia, ed era lontano per molto tempo durante le gravidanze della moglie nella guerra dei trent'anni. Il nonno imperatore Ferdinando II morì quando lei aveva solo 3 anni e suo padre divenne l'imperatore Ferdinando III.
Maria Anna era la seconda di sei figli, tre dei quali morirono in giovane età. Il fratello maggiore, Ferdinando IV d'Ungheria morì giovane. Solo Maria Anna e il fratello più piccolo, il futuro imperatore Leopoldo I, arrivarono all'età adulta.

## Matrimonio

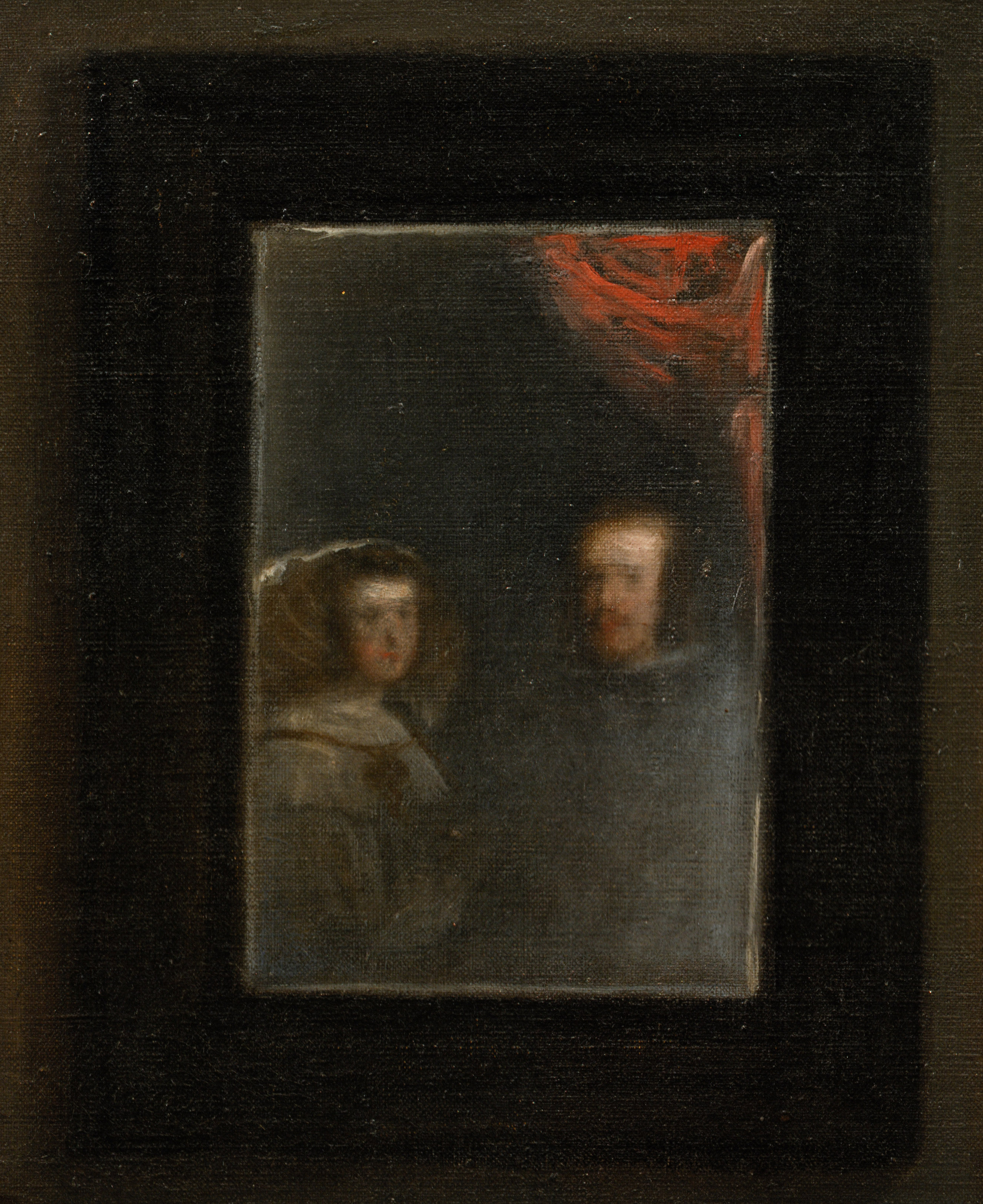
Immagini riflesse di Maria Anna e di Filippo IV nel dipinto Las Meninas di Velázquez

Maria Anna fu destinata fin dalla giovane età a continuare la politica di matrimonio tra i due rami della famiglia Asburgo, l'Austria e la Spagna. Nel 1646 Maria Anna, che aveva undici anni, fu fidanzata al cugino Asburgo di Spagna Baltasar Carlos, Principe delle Asturie, erede alla Corona spagnola. Tuttavia, lui morì tre mesi dopo all'età di 16 anni. Con la morte di Baltasar, Filippo IV doveva generare un erede maschio e Maria Anna fu fidanzata a lui. Filippo era vedovo, della sua bellissima e diletta moglie, Elisabetta di Francia, che era morta pochi anni prima. Il quarantaquattrenne Filippo decise di sposare la nipote quattordicenne. Dopo il matrimonio per procura, si sposarono il 7 ottobre 1649 a Navalcarnero, vicino a Madrid, e consumarono il matrimonio all'El Escorial. Da quel momento, ella cambiò il nome in spagnolo, diventando Mariana.
Il matrimonio non fu molto felice per via delle infedeltà di Filippo e per la loro differenza d'età. Marianna "non aveva niente a che vedere con il governo" mentre suo marito regnava, e la sua inesperienza sicuramente ostacolò la sua futura reggenza. Inoltre Maria Anna era una cattolica assai più reazionaria del marito.
Il matrimonio generò cinque figli, tuttavia, solo due sopravvissero all'età adulta. La sua prima figlia fu Margherita Teresa, che nacque il 12 luglio 1651, la quale a suo tempo, come aveva fatto sua madre, sposò lo zio materno Leopoldo I, Imperatore del Sacro Romano Impero. Nel 1655, Marianna partorì un'altra figlia, Maria Ambrosia della Concezione, che sopravvisse solo quindici giorni. Durante questo periodo, vi erano alcuni a corte che volevano far chiamare Maria Teresa, Filippa, come sua erede, anche se era già l'erede presuntivo secondo la tradizione spagnola. Maria Anna ebbe forti pressioni perché partorisse un figlio maschio. Alla fine, il suo primo figlio, Filippo Prospero, nato il 28 novembre 1657, venne ricevuto gioiosamente. Diede alla luce anche l'Infante Ferdinando Tommaso nel 1658, che morì un anno dopo nel 1659.
Sfortunatamente, Filippo Prospero morì nel 1661. Ma nello stesso anno, Maria Anna diede alla luce il suo ultimogenito, un maschio; ebbe il nome di Carlo e nacque il 6 novembre.

Stemma di Maria Anna d'Austria come regnante.

Carlo era nato fisicamente e mentalmente disabile. A causa del prognatismo mandibolare, non era in grado di masticare. La sua lingua, particolarmente grande, faceva sì che a malapena venisse capito e, come se non bastasse, sbavava.

## Reggenza
Quando Filippo IV morì (17 settembre 1665), l'unico figlio maschio sopravvissuto, Carlo, aveva appena 3 anni: Maria Anna assunse così la reggenza del regno fino al 1675. Anche dopo quella data, comunque, Maria Anna continuò a occuparsi degli affari di Stato, poiché Carlo era mentalmente incapace, infatti il più delle volte era incapace di camminare o parlare.
Nel 1677, la regina dovette fronteggiare una rivolta di palazzo capeggiata da don Giovanni d'Austria, figlio illegittimo di Filippo IV, dovuta al malcontento a corte per l'appoggio da lei dato al suo consigliere Fernando de Valenzuela: Maria Anna e il figlio dovettero fuggire da Madrid, ma poterono farvi ritorno nel 1679, alla morte di don Giovanni.
In quello stesso anno, Carlo II venne fatto sposare alla principessa francese Maria Luisa di Borbone-Orléans, ma dall'unione non nacquero figli. Dieci anni dopo, nel 1689, Maria Luisa morì in circostanze poco chiare, e alcune voci accusarono la regina madre di averla avvelenata per non aver saputo dare al re un erede maschio: i sospetti erano in realtà infondati, e la causa della morte fu probabilmente appendicite. Carlo II, pur distrutto dalla perdita, si sposò ben presto una seconda volta, con la principessa tedesca Maria Anna di Neuburg: tuttavia, anche da questo secondo matrimonio non nacquero eredi.
Ormai convintasi che Carlo non sarebbe più diventato padre, Maria Anna cercò di far sì che il pronipote (figlio della figlia di sua figlia Margherita Teresa), Giuseppe Ferdinando Leopoldo di Baviera, figlio dell'elettore Massimiliano II Emanuele, divenisse il prossimo re di Spagna. Questo progetto la portò a scontrarsi con la nuora, Maria Anna di Neuburg, che desiderava fosse invece suo nipote, Carlo d'Asburgo (il futuro imperatore Carlo VI).

## Morte
Maria Anna morì per un tumore al seno nella notte del 16 maggio 1696 a Madrid, durante un'eclissi lunare totale che lasciò al buio la capitale. Poco dopo i suoi funerali, si iniziò a parlare di miracoli avvenuti per sua intercessione, come riferiscono nei loro scritti l'ambasciatore inglese a Madrid, Lord Alexander Stanhope, e la contessa tedesca di Berlips.
Nel 1668, una spedizione guidata dal missionario gesuita Diego Luis de San Vitores chiamò le isole Marianne nell'oceano Pacifico in suo onore.

## Discendenza
Dal suo matrimonio, ebbe cinque figli: 
- Margherita Teresa di Spagna (21 luglio 1651 - 12 marzo 1673) sposò nel 1666 lo zio materno e cugino Leopoldo I d'Asburgo;
- Maria Ambrosia de la Concepción Enrichetta Teresa (7 dicembre 1655 - 21 dicembre 1655);
- Filippo Prospero, principe delle Asturie (28 novembre 1657 - 1º novembre 1661);
- Ferdinando Tommaso (23 dicembre 1658 - 22 ottobre 1659);
- Carlo II di Spagna (1661-1700), re di Spagna, sposato due volte, senza discendenza.

## Ascendenza
|                             |                      |                        | Genitori                  |  |  | Nonni |  |  | Bisnonni           |  |  | Trisnonni              |  |
|                             |                      |                        |                           |  |  |       |  |  | Carlo II d'Austria |  |  | Ferdinando I d'Asburgo |  |
|                             |                      |                        |                           |  |  |       |  |  | Carlo II d'Austria |  |  | Ferdinando I d'Asburgo |  |
|                             |                      | Anna Jagellone         |                           |  |  |       |  |  | Carlo II d'Austria |  |  |                        |  |
| Ferdinando II d'Asburgo     |                      |                        |                           |  |  |       |  |  | Carlo II d'Austria |  |  |                        |  |
|                             |                      | Maria Anna di Baviera  | Alberto V di Baviera      |  |  |       |  |  |                    |  |  |                        |  |
|                             |                      | Maria Anna di Baviera  | Alberto V di Baviera      |  |  |       |  |  |                    |  |  |                        |  |
|                             |                      | Maria Anna di Baviera  | Anna d'Austria            |  |  |       |  |  |                    |  |  |                        |  |
| Ferdinando III d'Asburgo    |                      | Maria Anna di Baviera  |                           |  |  |       |  |  |                    |  |  |                        |  |
|                             |                      | Guglielmo V di Baviera | Alberto V di Baviera      |  |  |       |  |  |                    |  |  |                        |  |
|                             |                      | Guglielmo V di Baviera | Alberto V di Baviera      |  |  |       |  |  |                    |  |  |                        |  |
|                             |                      | Guglielmo V di Baviera | Anna d'Austria            |  |  |       |  |  |                    |  |  |                        |  |
| Maria Anna di Baviera       |                      | Guglielmo V di Baviera |                           |  |  |       |  |  |                    |  |  |                        |  |
|                             |                      | Renata di Lorena       | Francesco I di Lorena     |  |  |       |  |  |                    |  |  |                        |  |
|                             |                      | Renata di Lorena       | Francesco I di Lorena     |  |  |       |  |  |                    |  |  |                        |  |
|                             |                      | Renata di Lorena       | Cristina di Danimarca     |  |  |       |  |  |                    |  |  |                        |  |
| Maria Anna d'Asburgo        |                      | Renata di Lorena       |                           |  |  |       |  |  |                    |  |  |                        |  |
|                             | Filippo II di Spagna | Carlo V d'Asburgo      |                           |  |  |       |  |  |                    |  |  |                        |  |
|                             | Filippo II di Spagna | Carlo V d'Asburgo      |                           |  |  |       |  |  |                    |  |  |                        |  |
|                             | Filippo II di Spagna | Isabella di Portogallo |                           |  |  |       |  |  |                    |  |  |                        |  |
| Filippo III di Spagna       | Filippo II di Spagna |                        |                           |  |  |       |  |  |                    |  |  |                        |  |
|                             |                      | Anna d'Austria         | Massimiliano II d'Asburgo |  |  |       |  |  |                    |  |  |                        |  |
|                             |                      | Anna d'Austria         | Massimiliano II d'Asburgo |  |  |       |  |  |                    |  |  |                        |  |
|                             |                      | Anna d'Austria         | Maria di Spagna           |  |  |       |  |  |                    |  |  |                        |  |
| Maria Anna di Spagna        |                      | Anna d'Austria         |                           |  |  |       |  |  |                    |  |  |                        |  |
|                             |                      | Carlo II d'Austria     | Ferdinando I d'Asburgo    |  |  |       |  |  |                    |  |  |                        |  |
|                             |                      | Carlo II d'Austria     | Ferdinando I d'Asburgo    |  |  |       |  |  |                    |  |  |                        |  |
|                             |                      | Carlo II d'Austria     | Anna Jagellone            |  |  |       |  |  |                    |  |  |                        |  |
| Margherita d'Austria-Stiria |                      | Carlo II d'Austria     |                           |  |  |       |  |  |                    |  |  |                        |  |
|                             |                      | Maria Anna di Baviera  | Alberto V di Baviera      |  |  |       |  |  |                    |  |  |                        |  |
|                             |                      | Maria Anna di Baviera  | Alberto V di Baviera      |  |  |       |  |  |                    |  |  |                        |  |
|                             |                      | Maria Anna di Baviera  | Anna d'Austria            |  |  |       |  |  |                    |  |  |                        |  |
|                             |                      | Maria Anna di Baviera  |                           |  |  |       |  |  |                    |  |  |                        |  |